# Атаскадеро (Каліфорнія)
Атаскадеро (англ. Atascadero) — місто (англ. city) в США, в окрузі Сан-Луїс-Обіспо штату Каліфорнія. Населення — 29 773 особи (2020).

## Географія
Атаскадеро розташоване за координатами 35°29′9″ пн. ш. 120°41′23″ зх. д. / 35.48583° пн. ш. 120.68972° зх. д. (35.485821, -120.689675).  За даними Бюро перепису населення США в 2010 році місто мало площу 67,67 км², з яких 66,41 км² — суходіл та 1,27 км² — водойми.

### Клімат
| Клімат : Атаскадеро   | Клімат : Атаскадеро | Клімат : Атаскадеро | Клімат : Атаскадеро | Клімат : Атаскадеро | Клімат : Атаскадеро | Клімат : Атаскадеро | Клімат : Атаскадеро | Клімат : Атаскадеро | Клімат : Атаскадеро | Клімат : Атаскадеро | Клімат : Атаскадеро | Клімат : Атаскадеро | Клімат : Атаскадеро |
| Показник              | Січ.                | Лют.                | Бер.                | Квіт.               | Трав.               | Черв.               | Лип.                | Серп.               | Вер.                | Жовт.               | Лист.               | Груд.               | Рік                 |
| Середній максимум, °C | 16,1                | 18,3                | 19,4                | 22,8                | 26,7                | 30,6                | 32,8                | 33,3                | 31,1                | 27,2                | 20,0                | 16,7                | 24,6                |
| Середній мінімум, °C  | 0,6                 | 2,8                 | 3,9                 | 4,4                 | 7,2                 | 9,4                 | 11,1                | 11,1                | 8,9                 | 5,6                 | 3,9                 | −0,6                | 5,7                 |
| Норма опадів, мм      | 82                  | 84                  | 73                  | 20                  | 6                   | 1                   | 1                   | 2                   | 9                   | 15                  | 33                  | 49                  | 374                 |
| --------------------- | ------------------- | ------------------- | ------------------- | ------------------- | ------------------- | ------------------- | ------------------- | ------------------- | ------------------- | ------------------- | ------------------- | ------------------- | ------------------- |
| Джерело:              |                     |                     |                     |                     |                     |                     |                     |                     |                     |                     |                     |                     |                     |

## Демографія
Згідно з переписом 2010 року, у місті мешкало 28 310 осіб у 10 737 домогосподарствах у складі 7404 родин. Густота населення становила 418 осіб/км².  Було 11505 помешкань (170/км²).
Расовий склад населення:
| - 86,4 % — білих - 2,4 % — азіатів - 2,1 % — чорних або афроамериканців - 1,0 % — корінних американців - 0,2 % — вихідців з тихоокеанських островів - 4,3 % — осіб інших рас |

До двох чи більше рас належало 3,6 %. Частка іспаномовних становила 15,6 % від усіх жителів.
За віковим діапазоном населення розподілялося таким чином: 21,4 % — особи молодші 18 років; 65,6 % — особи у віці 18—64 років, 13,0 % — особи у віці 65 років та старші. Медіана віку мешканця становила 41,0 року. На 100 осіб жіночої статі у місті припадало 103,2 чоловіка;  на 100 жінок у віці від 18 років та старших — 103,5 чоловіка також старших 18 років.
Середній дохід на одне домашнє господарство  становив 82 960 доларів США (медіана — 66 607), а середній дохід на одну сім'ю — 93 540 доларів (медіана — 79 275). Медіана доходів становила 58 721 долар для чоловіків та 46 637 доларів для жінок. За межею бідності перебувало 11,0 % осіб, у тому числі 11,7 % дітей у віці до 18 років та 10,8 % осіб у віці 65 років та старших.
Цивільне працевлаштоване населення становило 13 597 осіб. Основні галузі зайнятості: освіта, охорона здоров'я та соціальна допомога — 31,0 %, роздрібна торгівля — 12,7 %, науковці, спеціалісти, менеджери — 10,5 %.